# Importabgabe
Importabgaben sind Zwangsabgaben, die von einem Staat oder von der Europäischen Union auf Güter, die in den freien Verkehr des Wirtschaftsgebiets eingeführt werden oder auf Dienstleistungen, die von gebietsfremden Einheiten für gebietsansässige Einheiten erbracht werden, erhoben werden.
Zu den Importabgaben gehören:
- Zölle und sonstige Importabgaben, die aufgrund von Zolltarifen auf bestimmte Waren zu entrichten sind, wenn diese zur Verwendung in das Wirtschaftsgebiet des Verwendungslandes eingehen;
- Importsteuern: Sie umfassen:
  - Abschöpfungsbeträge auf importierte landwirtschaftliche Erzeugnisse (Agrarmarktordnung);
  - Währungsausgleichsbeträge, die beim Import erhoben werden;
  - allgemeine und spezielle Verbrauchsabgaben auf importierte Güter, wenn dieselben Steuern auf vergleichbare inländische Güter durch die produzierende Einheit selbst entrichtet werden;
  - allgemeine Umsatzsteuern auf den Import von Waren und Dienstleistungen;
- Abgaben auf bestimmte Dienstleistungen, die von gebietsfremden Unternehmen für gebietsansässige Einheiten im Wirtschaftsgebiet erbracht werden;
- an den Staat abgeführte Gewinne von öffentlichen Unternehmen, die das Importmonopol für bestimmte Waren oder Dienstleistungen besitzen.

Die Mehrwertsteuer gehört nicht zu den Importabgaben.